# Impago de prestaciones
La “ratio legis” del delito de impago de prestaciones acordadas judicialmente se encuentra en razones de política criminal de protección, de asistencia a la familia, según se dispone en el art. 39.3 de la Constitución Española. Se trata de proteger a los miembros más débiles que la conforman frente al incumplimiento de los deberes asistenciales del obligado a prestarlos según lo estipulado en una resolución judicial o convenio aprobado por un juez.
Se trata de un delito de simple actividad ya que no exige un resultado, se consuma con el mero hecho de la omisión del pago de la pensión. No se considera que sea un delito continuado, sino que es un delito permanente ya que el reiterado incumplimiento de los pagos periódicos no supone la infracción de diferentes modalidades de obligaciones de pago, sino de una sola obligación de cumplimento periódico. Al tratarse de un delito permanente, el plazo para computar la prescripción se computa desde que se elimina la situación antijurídica, siendo de aplicación el art. 132 del Código Penal, y el perdón del ofendido no se puede considerar como una causa de extinción de la responsabilidad penal.
Este delito de impago de prestaciones acordadas judicialmente, no se puede perseguir de oficio, es decir que solo cabe perseguirlo, según establece el art. 228 CP previa denuncia de la persona agraviada o su representante legal; y en el caso que sea menor de edad, incapaz o persona desvalida, también podrá ser denunciado por el Ministerio Fiscal.
En España, se encuentra regulado en el art. 227 del Códogo Penal, que se introdujo tras la reforma de 1989. 
El bien jurídico protegido: se trata de un delito pluriofensivo que protege la sostenibilidad económica de la familia, es decir, asegurar los deberes de carácter material más importantes dentro del ámbito estrictamente familiar; además de un carácter formalista en el sentido de desobediencia de una resolución judicial, que ataca a la Administración de Justicia y su principio de autoridad.

## Tipo objetivo

### Sujeto activo
Se trata del cónyuge o progenitor obligado a cumplir las prestaciones que se ha establecido por la autoridad judicial. 

### Sujeto pasivo
Son las personas beneficiarias de esa resolución. Es indiferente el carácter matrimonial o no de la filiación, ya que el Código extiende su protección jurídico-penal a todos los hijos. A pesar de que los descendientes cumplan la mayoría de edad o que durante un tiempo convivían con el obligado a prestar la obligación, no le exime ni supone una extinción automática del pago de las pensiones, mientras no se inicie un procedimiento de modificación de esas medidas ante la Jurisdicción Civil y en tanto no recaiga sobre tal cuestión una resolución judicial.
En cuanto a la acción o situación típica, consiste en la obligación de pago, es decir, una acción u omisión que no exige ningún resultado a consecuencia de ese impago. 
Es necesario que se trate de una obligación que derive de una resolución judicial o convenio aprobado por la autoridad judicial competente derivada de un proceso de separación, divorcio, nulidad matrimonial, filiación o alimentos, que establezca esa exigencia de abonar la prestación periódica económica a favor de cónyuge o descendientes. La discrepancia en torno a la cuantía de la obligación, no exime a su deudor del cumplimiento, y no es necesario que el sujeto pasivo de la obligación se encuentre en una situación de necesidad vital, ya que es indiferente que de la conducta omisiva los beneficiaros resulten o no perjudicados económicamente. Dicha resolución ha de ser dictada por un Juez de Familia, cuyo juez dictamina según las pruebas aportadas, y salvo prueba en contrario, las posibilidades económicas del sujeto activo. 
Las obligaciones que se hayan de pagar en plazos se deben cumplir en los plazos determinados en la resolución, siendo los plazos de incumplimiento mínimos, estos son, en dos meses consecutivos o en cuatro no consecutivos. Para que se produzca un incumplimiento no es necesario que sea un incumplimiento total de la prestación, sino que también caben incumplimientos parciales, siendo indiferente que se incumpla una parte de una cuota como una cuota pudiendo el sujeto obligado proceder al pago y no llevándolo a cabo. En estos incumplimientos parciales caben excepciones en caso que la cantidad impaga se considere como  tal con respecto al total de la cuantía que no sea merecedora de una sanción penal. Ha de mencionarse que si el incumplimiento se debe a una imposibilidad material de llevar a cabo el pago por el obligado no siéndole imputable esa situación al mismo sujeto, se considera una conducta atípica o excluyente de culpabilidad. 

## Tipo subjetivo
En este delito únicamente podemos mencionar su modalidad dolosa, es decir, el incumplimiento sea voluntario, no cabiendo en ningún modo, la modalidad imprudente. Consiste en que el sujeto conozca que tiene una obligación de realizar un pago para con sus parientes directos y no lo lleve a cabo, estando más relacionado con el dolo de un delito de desobediencia que de insolvencias y fraudes patrimoniales. Según la jurisprudencia (AP Asturias 3ª, 149/2005, Barcelona 10ª, 43/2004 y Zaragoza 1ª 42/2002) se ha de tratar de una voluntad rebelde, firme, decidida, clara, renuente de la voluntad definitiva o retraso injustificado y de mala fe del pago. 

## Causas de justificación
Como se ha mencionado anteriormente, en caso que el obligado se encuentre en una situación económica no imputable al mismo que no le permita llevar a cabo la obligación, se debe solventar concediéndole un aplazamiento, que en caso que sea aprobado judicialmente, se justifica el impago. Este caso puede suceder tanto en caso de insolvencia como de haberse reducido tanto su fortuna hasta el punto de no poder atender el pago exigido sin mermar su propio sostenimiento. 
Hay unas circunstancias que modifican la responsabilidad, tanto agravando como atenuando la pena. En cuanto a los agravantes: la reincidencia actúa como tal en caso que tras una sentencia condenatoria, el sujeto activo vuelve a incumplir la resolución antes de transcurrir el tiempo necesario para la cancelación de los antecedentes. Y por otro lado, los atenuantes de la pena en este delito son, de un lado la reparación del daño, si el acusado antes de la celebración del Juicio Oral pagará la cantidad adeudada; y de otro lado, cabe la atenuante por analogía de dilaciones indebidas según la STC del Tribunal Supremo 1486/2004.